# Shaggy Dog – Hör mal, wer da bellt
Shaggy Dog – Hör mal, wer da bellt ist eine US-amerikanische Fantasy-Komödie des Regisseurs Brian Robbins. Der Film ist die zweite Neuverfilmung der Filmkomödie Der unheimliche Zotti  aus dem Jahr 1959, dessen erste Neuverfilmung 1994 für das Fernsehen entstand.

## Handlung
Für den angehenden Bezirksstaatsanwalt Dave Douglas spielt seine Familie die zweite Geige und so müssen sich seine Frau Rebecca und die beiden Kinder Carly und Josh damit abfinden, dass er so gut wie nie zuhause ist. Als Dave einen Fall in einem Tierlabor übernimmt, wird er aus Versehen mit einem streng geheimen Mutations-Serum infiziert, das ihn gelegentlich zu einem Hund werden lässt. Durch sein Dasein als Hund bekommt er einen neuen Einblick in das Familienleben und erkennt, dass er ein schlechter Vater ist.

## Hintergrund
Die erste Verfilmung und dessen Neuverfilmung, sowie die Spielfilm-Fortsetzung, beinhalten den Protagonisten, Wilby Daniels, der sich in einen Schäferhund verwandelt. Allerdings handelt es sich in dieser Adaption um eine Figur namens Dave Douglas, die sich, anders als in den Vorgängern, in einen Bearded Collie verwandelt.
Die Dreharbeiten fanden in Los Angeles, Universal City, Santa Clarita, in der Walter Reed Middleschool, in Hollywood und auf Hawaii statt.
Der Film wurde in den USA am 10. März und in Deutschland am 22. Juni 2006 veröffentlicht und die DVD am 16. November 2006.

## Synchronisation
| Rolle             | Darsteller        | Synchronsprecher         |
| ----------------- | ----------------- | ------------------------ |
| Carly Douglas     | Zena Grey         | Julia Kaufmann           |
| Dave Douglas      | Tim Allen         | Stefan Gossler           |
| Dr. Gwen Lichtman | Bess Wohl         | Claudia Urbschat-Mingues |
| Dr. Kozak         | Robert Downey Jr. | Charles Rettinghaus      |
| Janey             | Jeanette Brox     | Julia Ziffer             |
| Josh Douglas      | Spencer Breslin   | Yoshij Grimm             |
| Ken Hollister     | Danny Glover      | Jürgen Kluckert          |
| Larry             | Jarrad Paul       | Marius Clarén            |
| Lori              | Rhea Seehorn      | Debora Weigert           |
| Rebecca Douglas   | Kristin Davis     | Gundi Eberhard           |
| Trey              | Shawn Pyfrom      | Nicolás Artajo           |

## Rezeption
Shaggy Dog – Hör mal, wer da bellt erhielt gemischte Kritiken. Der Fernsehsender BBC nannte Allen „uninteressant“ und meinte, dass er wirke, als würde er Aufmerksamkeit brauchen. Der Film war auf Richard Roepers Liste der Schlechtesten Filme 2006 aufgelistet. Roger Ebert vergab dem Film 2 von 4 Sternen.
Der Film hält zurzeit eine Bewertung von 26 %, basierend auf Kritiken der Kritik-basierenden Webseite Rotten Tomatoes. Jedoch war der Film mit Einnahmen von über 61 Millionen Dollar unter den Zuschauern ein Kassenerfolg.

„[…]Brian Robbins’ Familien-kompatible Fantasy-Komödie ‚Shaggy Dog‘ tummelt sich in dieser illustren Negativhitliste. Und das nicht zu Unrecht. Bei der Exhumierung von Disneys ‚Der unheimliche Zotti‘ (1959) – oder treffender von dessen Fortsetzung ‚Zotti, das Urvieh‘ (1976) – stimmt ausgesprochen wenig.“

„[…]Tim Allen ist bei dieser Metamorphose voll in seinem Element und der stärkste Special Effect des Films. An seiner Seite glänzen ‚Sex and the City‘-Star Kristin Davis als vernachlässigte Ehefrau sowie Robert Downey jr. als verrückter Wissenschaftler. Ein tierischer Spaß für die ganze Familie!“